# El Toro (Six Flags Great Adventure)
El Toro is een houten achtbaan in Six Flags Great Adventure en is op 12 maart 2006 geopend. De achtbaan is gebouwd door Intamin AG. Het is de derde houten achtbaan van Intamin AG die met nieuwe technologie is gebouwd.

## Het station
Het station van El Toro zit in het oude station van Viper. Deze is gemoderniseerd en aangepast voor een houten achtbaan.

## De baan
De baan van El Toro lijkt erg op Colossos in Heide Park. El Toro behoort tevens tot de top drie van hoogste houten achtbanen ter wereld. Alleen Son of Beast in Kings Island en T Express in Everland zijn hoger.